# تفجير كراتشي 2007
تفجير كراتشي 2007, هما تفجيران انتحاريان متعاقبان استهدفا موكب السياسية الباكستانية العائدة لبلادها بنظير بوتو يوم 18 أكتوبر، حدث التفجير في الدقيقة 00:52 بعد منتصف الليل يوم 19 تشرين الأول/أكتوبر 2007م. أدى التفجير إلى مقتل 136 شخصاً على الأقل وجرح 600 أخرى ن. لم تصب بنظير بوتو في التفجير. لكن قتل عدد من مناصريها وأعضاء حزبها في التفجير إضافة إلى قتلى من رجال الشرطة المرافقين ومصوران تلفزيونيان اثنان أحدهم للتلفزة الباكستانية والأخر لإحد الوكالات العالمية.

## ردود الفعل الدولية
أدى التفجير إلى موجة من الإدانات حول العالم من أهمها:
- أستراليا: أدان رئيس الوزراء الأسترالي جون هاورد الهجوم وقال: "ان هذا يذكرنا بشر القاعدة. ان هذا يذكرنا باهمية بالا نسلمهم نصرا في العراق أو أفغانستان"
- باكستان:
  - برفيز مشرف: وصف التفجير بال "مؤامرة ضد الديمقراطية في باكستان".
- روسيا: وصف فلاديمير بوتين رئيس روسيا الهجوم في بريقة بعث بها للرئيس الباكستاني بأنه " جريمة شريرة"، مؤكدا على الحاجة إلى الوحدة العالمية في مواجهة الإرهاب.
- الصين: أدانت الخارجية الصينية الهجوم في بيان رسمي.
- فرنسا: أدانت الحكومة الفرنسية في بيان من نيكولا ساركوزي الهجوم.
- المملكة المتحدة: أدانت بريطانيا الهجوم.
- الهند:
  - قال نافتيج سارانا الناطق باسم الخارجية الهندية

" إن شبح الإرهاب الذي يواجه منطقتنا يحتاج إلى موقف قوي وحازم من قبل كل الحكومات".
- الولايات المتحدة:
  - اعتبرت الولايات المتحدة الأمريكية ان التفجيرات استهدفت خنق الحرية في باكستان مشددة على انه لا ينبغي السماح لها بإعاقة الانتخابات والمقرر عقدها في يناير/ تشرين الثاني المقبل.
  - جوردون جوندور المتحدث باسم مجلس الأمن القومي الأمريكي أدان الهجوم بشدة وقال إنه" لن يسمح للمتطرفين بمنع الباكستانيين من اختيار ممثليهم من خلال عملية ديموقراطية مفتوحة".[3]
- الأمم المتحدة: أعرب الأمين العام للأمم المتحدة بان كي مون عن صدمته من الهجوم ووصفه بالعمل الإرهابي.

## الإتهام والمسؤولية
اتهمت بنظير بوتو العناصر المحافظة الموالية للحاكم العسكري السابق لباكستان الجنرال ضياء الحق بالضلوع في الهجوم الذي استهدف اغتيالها والذي قتل واصاب المئات في كراتشي. كما أنه بنظير قد تلقت تهديدات بالاغتيال من تنظيم القاعدة أيضاً.